# Buřňák šedohřbetý
Buřňák šedohřbetý (Ardenna bulleri) je trubkonosý pták z čeledi buřňákovitých (Procellariidae), který je široce rozšířen napříč Tichým oceánem, avšak hnízdí pouze na maličkých Ostrovech chudých rytířů východně od Severního ostrova Nového Zélandu.

## Systematika
První nález druhu pro potřeby Západní vědy obstaral Walter Buller v roce 1884. Buller našel exemplář druhu na pláži u ústí řeky Waikanae nedaleko Wellingtonu. Tento jedinec spolu s dalším exemplářem neznámého původu se dostaly k anglickému ornitologovi Osbertu Salvinovi, který druh formálně popsal v roce 1888 jako Puffinus bulleri.
Buřňák šedohřbetý byl ve 20. století řazen do rodu Puffinus, avšak na přelomu milénia začaly postupně vycházet genetické studie, které našly v rámci tohoto rodu dvě hluboce oddělené linie, a z rodu tak byla vyčleněna řada buřňáků včetně buřňáka šedohřbetého do rodu Ardenna, čímž vzniklo současné vědecké jméno druhu Ardenna bulleri. Nejbližším příbuzným buřňáka šedohřbetého je buřňák klínoocasý (Ardenna pacifica). Jedná se o monotypický taxon, tzn. netvoří žádné poddruhy.

## Rozšíření a populace
Druh se rozšířen po většině Tichého oceánu od pobřeží Nového Zélandu a Austrálie po Japonsko, Aljašku a na jih ke střednímu Chile.

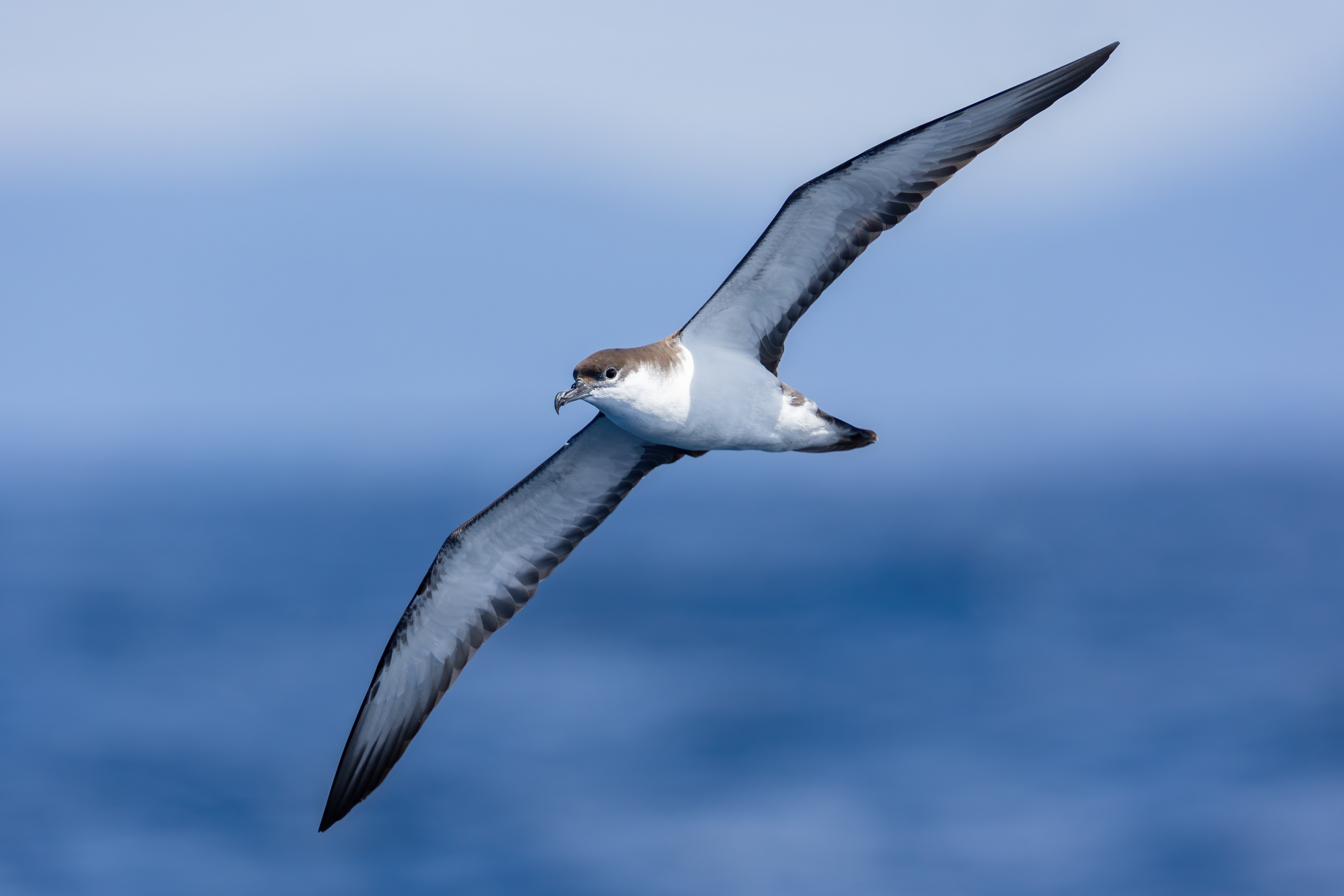
Buřňák šedohřbetý v letu u tasmánských břehů

Hnízdí v koloniích pouze na Ostrovech chudých rytířů, což je maličké souostroví o ploše menší než 3 km², které se nachází východně od severního cípu Severního ostrova Nového Zélandu. Z 80. let 19. století existuje záznam 1 párů hnízdícího mimo toto souostroví, a sice na ostrovech Simmonds, které leží kolem 200 km na severozápad od Ostrovů chudých rytířů. Ostrovy chudých rytířů tvoří dva ostrovy: Aorangi a Tawhiti Rahi. Zatímco hustota kolonií na ostrově Aorangi je relativně řídká, na ostrově Tawhiti Rahi je extrémně vysoká. Během doby hnízdění (cca září až květen) se tento buřňák pohybuje hlavně v okolí Nového Zélandu, kde hledá potravu i stovky kilometrů od novozélandských břehů. Po skončení doby hnízdění buřňáci šedohřbetí migrují do středních části Pacifiku a dále za rovník do severního Pacifiku až do oblastí kolem Kamčatky a Aljašky.
V 80. letech byla celková populace buřňáků šedohřbetých odhadnuta na 2,5 milionu ptáků, což se později ukázalo jako velmi nadhodnocené. Podle odhadu z roku 2013 se celková populace pohybovala kolem 300–400 tisíc párů a nejnovější odhady z roku 2021 dokonce hovoří o „pouhých“ cca 80 tisících párech.

## Popis

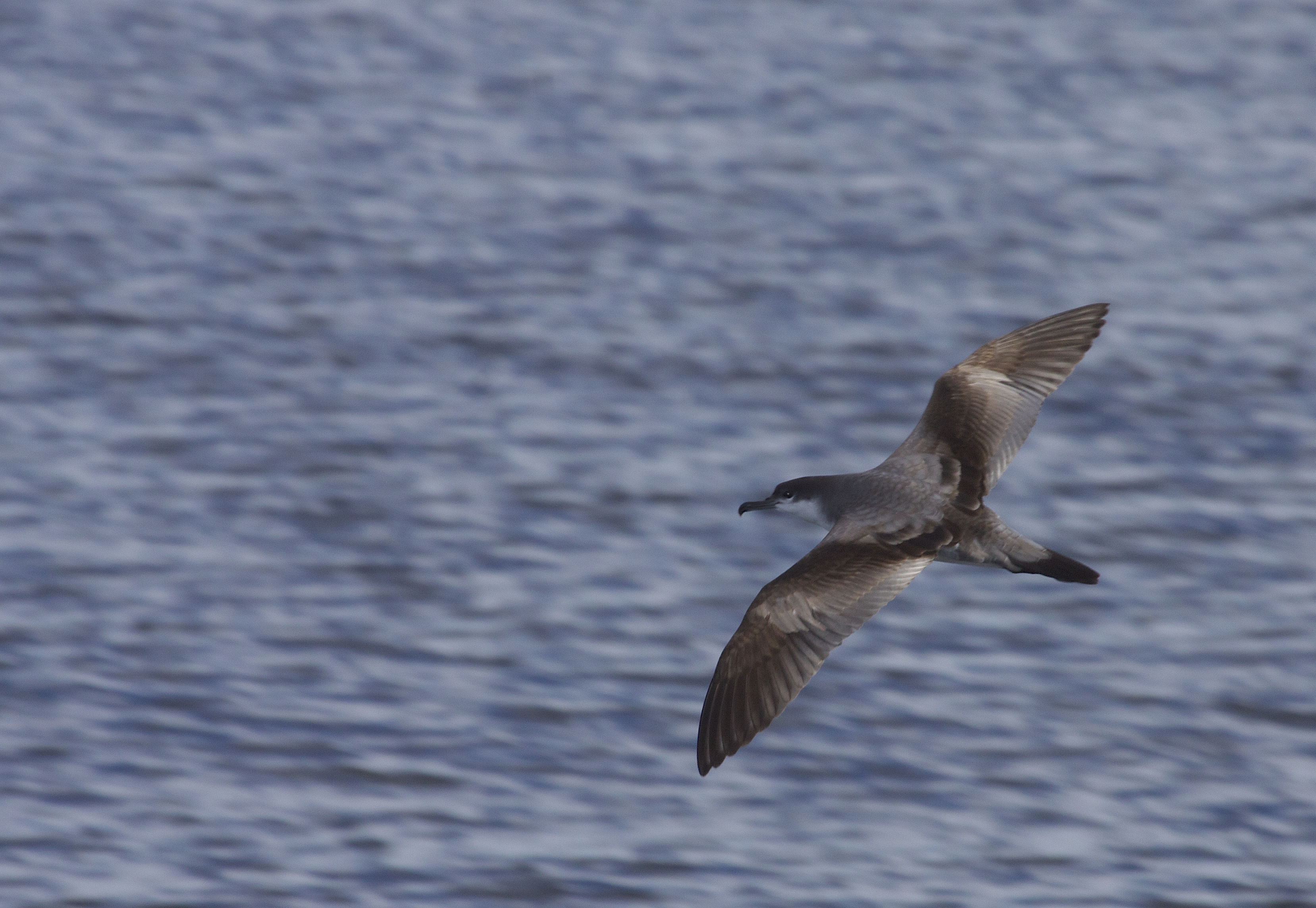
Buřňák šedohřbetý v letu; na křídlech je patrný tmavý vzor ve tvaru písmena M

Tento středně velký buřňák dosahuje délky těla kolem 46 cm, váha se pohybuje kolem 425 g. Svrchní strana těla je převážně hnědá, spodina je bílá. Křídla jsou široká a dlouhá a v letu je nápadný dlouhý zašpičatělý ocas. Šíje a horní strna hlavy až k očím jsou tmavě hnědé, což vytváří jakousi tmavou čapku kontrastující s bílými tvářemi. Základní barva svrchní strany křídel je šedohnědá s nápadným tmavým pruhem ve tvaru písmene M. Spodní strana křídel je z většiny bílá, konce letek jsou tmavé. Šedočerný zobák je dlouhý a jemných obrysů, kolem 38–45 mm dlouhý, na konci hákovitě zahnutý dolů. Nohy jsou růžové, běháky jsou z vnější strany tmavé, stejně jako vnější prsty.

## Biologie
Potrava buřňáků šedohřbetých se skládá hlavně z krillu, malých rybek a desetiramenatců. Potravu typicky sbírají tak, že dosednou na hladinu a s napůl otevřenými křídly sbírají potravu z hladiny. Od 90. let se naučili následovat lodě a požírat zbytky živočichů vyhozených do moře. K migraci dochází samostatně, v páru či malých skupinkách do 12 ptáků. Na moři někdy tvoří hejna o několika stovkách, případně až několika tísnících jedincích, když se krmí nebo odpočívá na moři.

### Hnízdění

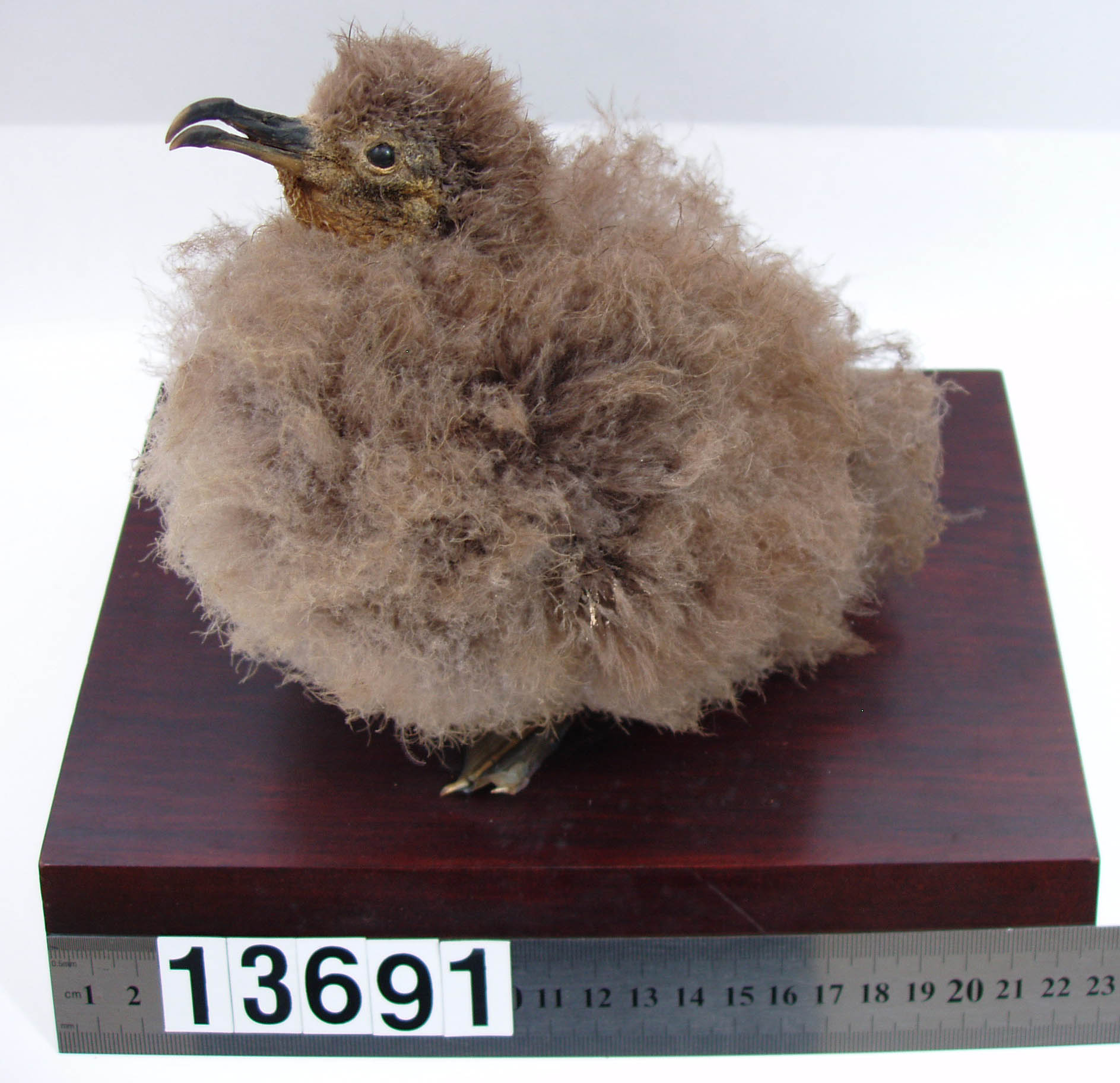
Vycpané ptáče buřňáka šedohřbetého

Buřňáci šedohřbetí zahnizďují pouze na Ostrovech chudých rytířů, na které se vrací v průběhu v září po dlouhém pobytu na moři. Na hnízdištích jsou aktivní pouze v noci; z nor vylétávají po západu slunce a vrací se za tmy ještě před úsvitem. Po příletu do kolonií začnou čistit a opravovat své nory, které bývají hluboké kolem 1 m, mohou však dosahovat ke 3,2 m. Typicky obývají tutéž noru jako předchozí rok, mohou si však vyhrabat i novou noru. Někdy mohou zahnízdit i ve skalních škvírách nebo jiných přirozeně se vyskytujících puklinách.
Po kopulaci na hnízdišti se rozlétnou na moře, kde stráví cca 30 dní od konce října do konce listopadu. Dobře synchronizované kladení vajec nastává během několika dní na konci listopadu. Samice klade pouze 1 bílé vejce o rozměrech 64×43 mm a váze kolem 67 g. Inkubují oba partneři po dobu kolem 51 dnů ve směnách dlouhých typicky 4–7 dnů. Zatímco jeden z partnerů inkubuje, druhý shání na moři potravu, kterou sbírá nad kontinentálními šelfy v širokém okolí severní části Severního ostrova, může však zalétnout až na jih k Fiordlandu nebo dokonce k Chathamským ostrovům. K osamostatnění mláďat dochází 90–100 dní po vyklubání.

## Ohrožení a ochrana
Ostrovy chudých rytířů byly původně obydleny Maory z kmene Ngātiwai. Kromě toho, že Maorové buřňáky pravidelně pojídali, chovali na ostrově i prasata. Ve 20. letech 19. století však byli tito Maorové pobiti jiným maorským kmenem, a prasata na ostrově Aorangi utekla z chovů a v příhodných podmínkách ostrova zdivočela. V následujících desetiletích měla populace prasat na biologii ostrova Aorangi i na hnízdní kolonie buřňáků devastující účinky. V roce 1936 byla prasata z ostrova odstraněna. Ještě v roce 1938 byla populace tamějších buřňáků šedohřbetých odhadnuta na posledních 100 párů, v roce 1981 byla místní populace buřňáků šedohřbetých odhadnuta již na c. 200 000 párů. K takové rychlé populační expanzi patrně pomohlo přesídlení části populace z ostrova Tawhiti Rahi.

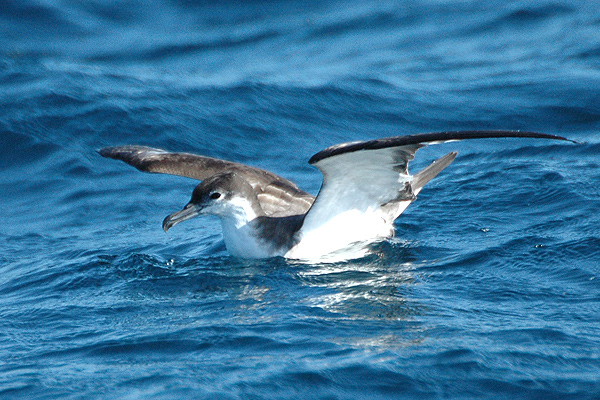
Buřňák šedohřbetý na hladině moře

Mezinárodní svaz ochrany přírody druh klasifikuje jako zranitelný kvůli extrémně malé ploše hnízdění, která je tak velmi náchylná k nenadálým katastrofálním událostem jako je lesní požár nebo introdukce savčího predátora jako jsou lasicovité šelmy či větší druhy hlodavců. Na moři druh ohrožují hlavně interakce s rybářskými operami jako je lov na dlouhou lovnou šňůru, při kterých se buřňáci mohou zamotat do vlasců a utopit. I ostatní hrozby mají původ v lidské činnosti. Patří k nim hlavně ropné skvrny a kompetice s rybáři o potravní zdroje.
Ostrovy chudých rytířů podléhají poměrně přísné ochraně. Již od 30. let 20. století se jedná o přírodní rezervaci a vstup na ostrov je povolen jen na zvláštní povolení. V roce 1996 byla v okolí ostrova vyhlášena Mořská rezervace Ostrovy chudých rytířů (Poor Knights Islands Marine Reserve). V roce 2004 Mezinárodní námořní organizace vydala nařízení, které přikazuje velkým nákladním lodím a ropným tankerům zdaleka se vyhýbat tomuto souostroví. Na ostrovech jsou přítomny pasti na suchozemské predátory, které jsou každoročně kontrolovány, zda nedošlo k invazi predátorů.